# Distrikt Pariacoto
Der Distrikt Pariacoto liegt in der Provinz Huaraz in der Region Ancash in West-Peru. Der Distrikt wurde am 2. Januar 1857 gegründet. Er besitzt eine Fläche von 168 km². Beim Zensus 2017 wurden 4990 Einwohner gezählt. Im Jahr 1993 lag die Einwohnerzahl bei 3907, im Jahr 2007 bei 4386. Die Distriktverwaltung befindet sich in der 1239 m hoch gelegenen Ortschaft Pariacoto mit 1354 Einwohnern (Stand 2017). Pariacoto liegt knapp 40 km westlich der Provinzhauptstadt Huaraz.

## Geographische Lage
Der Distrikt Pariacoto liegt an der Westflanke der Cordillera Negra im nördlichen Westen der Provinz Huaraz. Der Río Chacchan, Oberlauf des Río Casma, fließt entlang der südlichen Distriktgrenze nach Westen.
Der Distrikt Pariacoto grenzt im Südwesten an den Distrikt Pampas Grande, im äußersten Westen an den Distrikt Yaután (Provinz Casma), im Nordwesten an den Distrikt Cochabamba, im Norden an den Distrikt Shupluy (Provinz Yungay), im Nordosten an die Distrikte Carhuaz und Anta (beide in der Provinz Carhuaz), im  Südosten an den Distrikt Pira sowie im Süden an den Distrikt Colcabamba. 